# スウェル

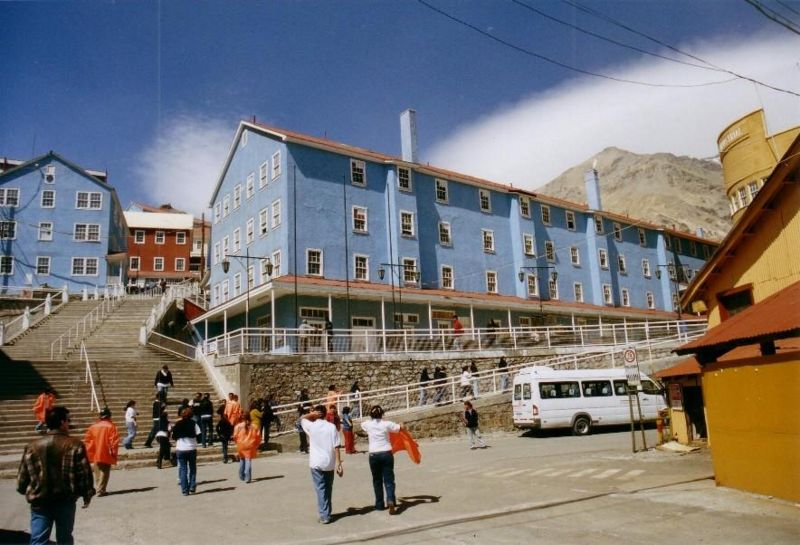
スウェルの街並み

スウェル (Sewell) は、チリのリベルタドール・ベルナルド・オヒギンス州（第6州）カチャポアル県マチャリ市 (Machalí) にある、定住者のいなくなった鉱山都市である。シーウェル、セウェルなどとも表記される。標高 2,000 m から 2,250 m のアンデス山脈の斜面にある。町は、1904年にブラデン・カッパー社 (Braden Copper Co.) が銅の採掘のために建設し、1915年には同社の初代社長であるバートン・スウェル (Barton Sewell) にちなんで、町の名前をスウェルとした。
1918年には既に14,000人もの人が暮らす鉱山町となり、世界屈指の銅鉱脈を持つ鉱山として活気があふれた。しかし、1977年に規模を縮小することになり、会社はそこで暮らしていた家族達を別の場所に移し、採掘拠点を解体し始めた。
チリ政府は、1998年にスウェルを国定史跡とした。2006年には、ユネスコの世界遺産に登録された。鉱業に関する産業遺産である。
スウェルは、階段の町としても知られている。斜面に建てられた町のため、通常の道路が存在しないのである。しかし、各世帯と採掘拠点を結ぶ列車は存在した。

## 世界遺産登録基準
この世界遺産は世界遺産登録基準のうち、以下の条件を満たし、登録された（以下の基準は世界遺産センター公表の登録基準からの翻訳、引用である）。
- (2) ある期間を通じてまたはある文化圏において、建築、技術、記念碑的芸術、都市計画、景観デザインの発展に関し、人類の価値の重要な交流を示すもの。